# Uszlachetnianie bierne
Uszlachetnianie bierne – procedura pozwalająca na czasowy wywóz towarów Unii Europejskiej, poza jej obszar w celu jego obróbki wraz z przyznaniem częściowego lub całkowitego zwolnienia z należności celnych pod warunkiem, że produkty kompensacyjne zostaną przywiezione w powrotnym przywozie i dopuszczone do obrotu.
Procedurę tę można także stosować w odniesieniu do towarów, które zostały objęte uszlachetnianiem czynnym. System standardowej wymiany umożliwia przywóz zastępczych towarów ekwiwalentnych zamiast wybrakowanych lub uszkodzonych towarów przywiezionych.